# Isabel Stuart, Rainha da Boêmia
Isabel da Boémia (português europeu) ou Boêmia (português brasileiro) (em inglês: Elizabeth Stuart; Palácio de Falkland, 19 de agosto de 1596 – Westminster, 13 de fevereiro de 1662), foi a filha mais velha de Jaime VI da Escócia e I de Inglaterra, e da sua rainha consorte Ana da Dinamarca. Deste modo, era irmã de Carlos I da Inglaterra e prima de Frederico III da Dinamarca. Com o desaparecimento da dinastia Stuart, em 1714, os seus descendentes directos, os governantes da Casa de Hanover, sucederam no trono britânico.

## Primeiros anos
Isabel Stuart foi a segunda filha do rei Jaime VI da Escócia e I de Inglaterra e da rainha Ana e sua única filha a sobreviver após a infância. Seu irmão Carlos, quatro anos mais novo que sua irmã, era considerado fraco e improvável de sobreviver até a idade adulta. As esperanças de Jaime por casamentos dinásticos sucessórios para seus filhos foram, portanto, investidas em seu filho mais velho, Henrique Frederico, e sua encantadora filha, Isabel.
Nascida na Escócia em 19 de agosto de 1596, ela foi nomeada Isabel em honra da rainha inglesa, Isabel I, que tinha permanecido sem filhos. Para todos os efeitos, Isabel teve uma educação feliz no Palácio de Linlithgow, situado a 15 milhas a oeste de Edimburgo, e uma das mais grandiosas residências reais da Escócia.
Parte do plano da Conspiração da Pólvora, de 1605, era pôr a pequena Isabel - de apenas 9 anos de idade - no trono da Inglaterra (e, provavelmente, também no da Escócia) como uma monarca católica, depois do assassínio do seu pai e da nobreza inglesa protestante. Enquanto a conspiração se desenrolava, ela permanecia na Coombe Abbey, no Warwickshire, um antigo palácio real adaptado a partir dum mosteiro.

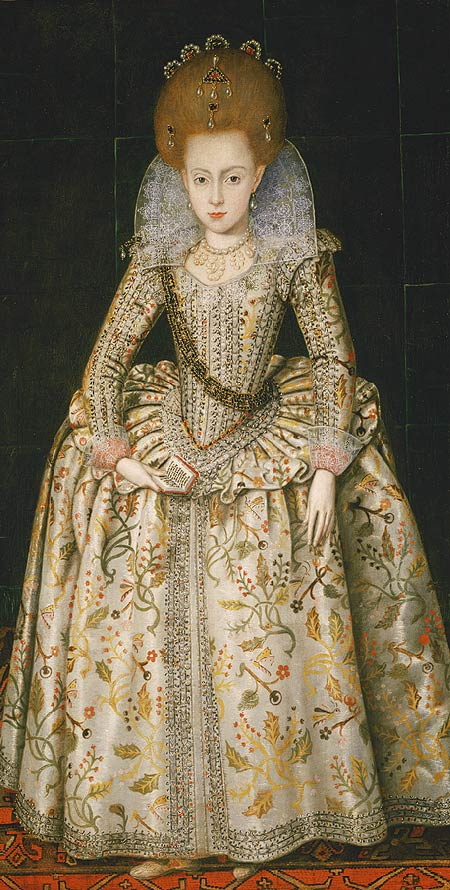
Retrato de Isabel quando jovem.

### Educação
Em 1603, seu pai Jaime sucedeu Isabel I ao trono inglês. Isabel foi entregue aos cuidados de Lorde e Lady Harrington e passou a residir na Abadia de Coombe, Warwickshire, localizada a cerca de duas milhas e meia ao norte de Coventry.
Lord Harrington saciou sua paixão pela natureza, e em um deserto isolado no final do parque organizou a construção de uma série de pequenos edifícios de madeira em todas as diferentes ordens de arquitetura que abrigavam pinturas e animais de pelúcia. Ele também estabeleceu um aviário e uma menagerie em miniatura (ela continuou a coletar vários animais ao longo de sua vida), que mais tarde foi expandida para incluir prados estocados com as menores raças de gado de Jersey, Shetland e da Ilha de Man. Isabel referiu-se ao seu mundo em miniatura como Territórios e Fadas e envolveu-se com uma família pobre como guardiã dos seus pássaros e animais.
A idade de Isabel, 7 anos, está inscrita no leque, enquanto a data de 1603 (o ano da morte de Isabel I e a sucessão de seu pai Jaime ao trono inglês) está inscrita no fundo direito.
Jaime foi claro em suas instruções que a princesa, ao contrário de seus predecessores Tudor e seus irmãos, não era obrigada a passar suas manhãs aprendendo grego e latim, mas para educá-la completamente na religião e um conhecimento geral da história. Na opinião do pai, fazer as mulheres aprenderem e as raposas domarem teve o mesmo efeito - torná-las mais astutas. Isabel viria a garantir que suas próprias filhas recebessem uma educação clássica, e trabalhou para superar essa deficiência, oferecendo-se para ajudar Henrique com suas lições de italiano se em troca ele lhe ensinasse latim.

## Henrique Frederico, Príncipe de Gales
Isabel idolatrava seu irmão mais velho eles compartilhavam um amor pela vida que iludia o doente Carlos, quatro anos mais novo do que sua irmã. Suas cartas a Henrique revelam um profundo afeto e respeito mútuo. Em 1605 ela escreve: "Meu nobre irmão, desperto-te do sono para te lembrar que sou o teu mais humilde servo, e desejo acima de tudo que possa ter o prazer de permanecer nas tuas boas graças e na tua irmã mais amada".

A doença e a morte de Henrique em 6 de novembro de 1612, no meio das celebrações de noivado de Isabel, a devastaram. Não é mencionado nas cartas de Isabel de 1612 ou 1613, um silêncio que sugere grande luto, no entanto, sua força de caráter pode ser demonstrada por suas tentativas de obter acesso ao quarto de Henrique. Disfarçada como uma garota do campo, ela tentou várias vezes ganhar admissão para Henrique, mas foi reconhecida e voltou. As últimas palavras do Henrique foram o nome da irmã.

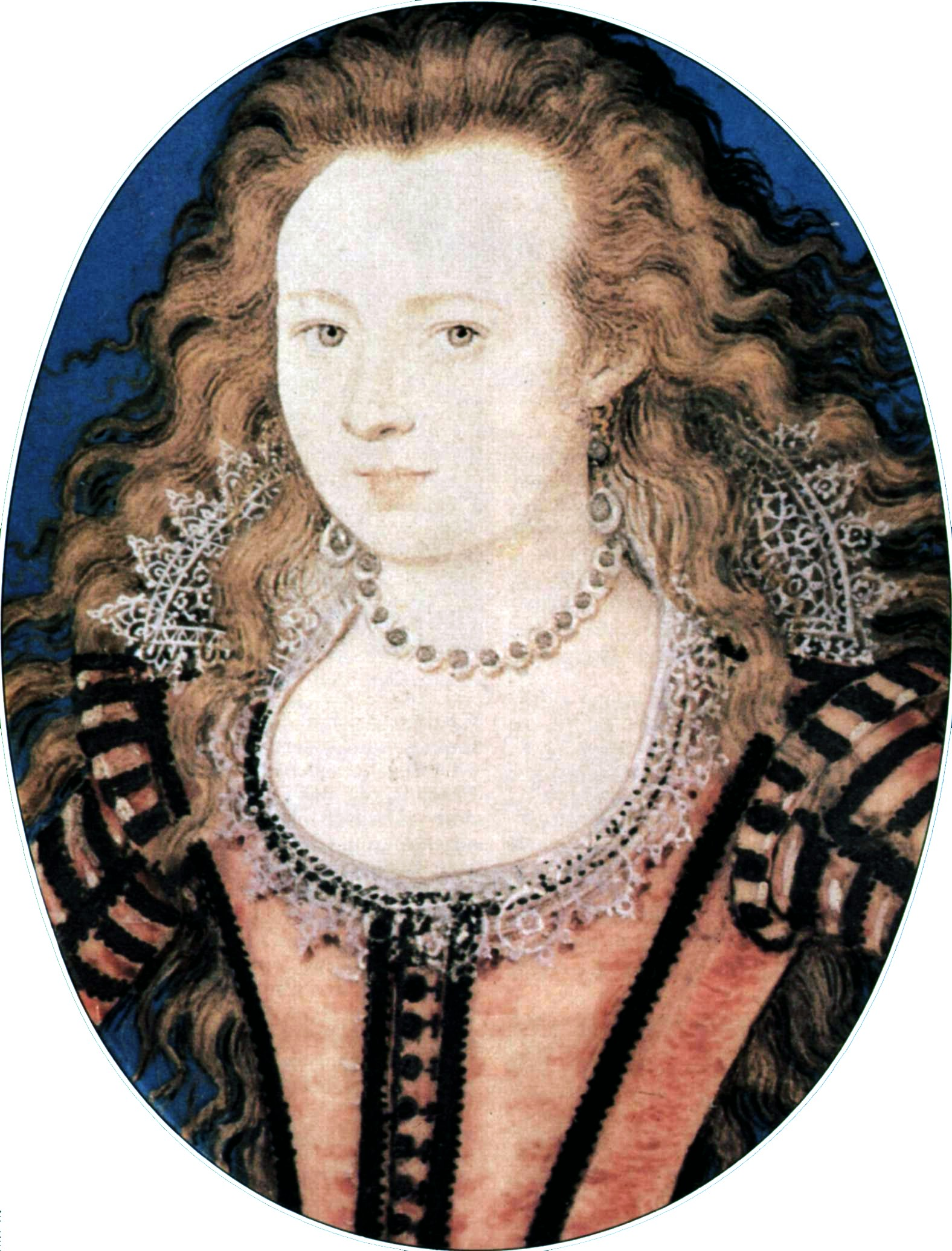
Isabel
Por Nicholas Hilliard, 1605-1610

## Encontro com Frederico
Como rei da Inglaterra, bem como da Escócia, Jaime I tinha uma responsabilidade maior do que antes de sua sucessão e suas relações com a Europa assumiram um significado correspondente maior. Consciente das tensões políticas que herdou do longo reinado de Isabel, ele se moldou em um novo papel como pacificador dentro do contexto mais amplo da discórdia continental. Na verdade, este não era um papel fácil de desempenhar, já que um de seus objetivos imediatos era chegar a um acordo com o inimigo perpétuo e católico da Inglaterra, a Espanha, ao mesmo tempo em que servia como líder de uma Europa protestante. Seu principal problema em assuntos externos foi como combinar os dois papéis, mas o arranjo de casamentos criteriosos para seus filhos ofereceu uma solução que poderia potencialmente cumprir suas ambições. Inicialmente, Jaime considerou uma luta católica para Henrique e Isabel e, já em 1603, posicionou o futuro Luís XIII como um candidato adequado para a mão de Isabel.
Aos 12 anos de idade, o valor político de Isabel era tal que um membro da influente família Habsburgo, o rei Filipe III de Espanha, apresentou-se como um pretendente elegível. Enquanto a rainha Ana apreciava a oportunidade de um trono espanhol brilhante, a mente de Jaime estava focada em um protestante: Frederico V, Príncipe Palatino do Reno no Sacro Império Romano-Germânico, frequentemente conhecido como Palsgrave.
Felizmente para Isabel, Frederico tinha a sua idade, bonito, atlético, de personalidade vencedora e generoso. Em muitos aspectos, ele se assemelhava a seu irmão Henrique, com quem desenvolveu uma profunda amizade. Frederico não podia deixar de amar Isabel, embora ela fosse inicialmente mais reservada.

### Casamento

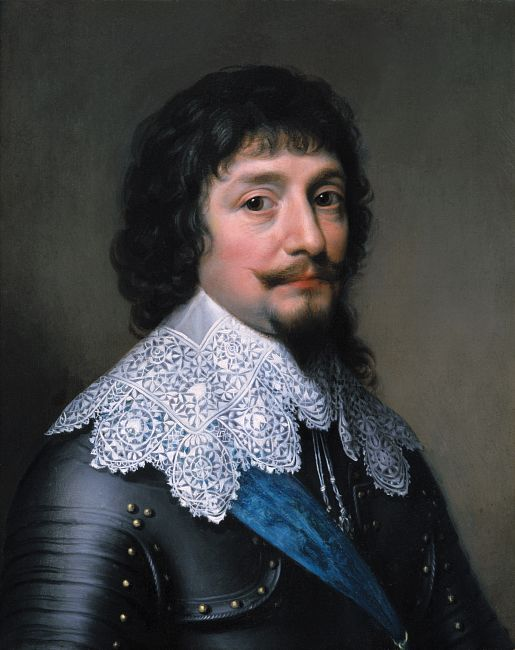
O marido de Isabel: Frederico Eleitor Palatino.

Eles se casaram em 14 de fevereiro de 1613, uma cerimônia de casamento espetacular ocorreu na Capela Real no Palácio Whitehall, em Londres.
A noiva de 16 anos estava resplandecente em um pano de prata cintilante forrado com tafetá. Muitos diamantes de valor estimado foram bordados em cima de suas mangas que deslumbraram os olhos de todos os beholders. Usava uma coroa adornada com brilhantes diamantes e outras pedras preciosas, tão grossas, que ficavam como pináculos brilhantes, em cima do seu cabelo cor de âmbar. "As dezesseis nobres damas de honra presentes na noiva também estavam vestidas com cetim branco, e adornadas com tal uma cornucópia de jóias que a sua passagem parecia uma via láctea".
O noivo bonito, também com 16 anos, foi vestido em um contraponto apropriado para sua noiva deslumbrante. Seu conjunto de cetim branco foi ricamente embelezado com pérolas, simbolizando pureza e inocência e significando uma unidade cósmica, uma relação espiritual entre os dois jovens.
O serviço de casamento em si foi conduzido pelo arcebispo de Cantuária, e o noivo de língua alemã proferiu seus votos bem ensaiados em inglês, sublinhando o fato de que através desta união a Igreja da Inglaterra estava estendendo sua influência em toda a Europa. A incapacidade da noiva adolescente de sufocar seus risos através de seus votos de casamento não diminuiu a importância da ocasião, e pode ter sido ocasionada pelo seu travesso presente de casamento do noivo de uma casa de macaco. Na verdade, seu espírito só servia para agradá-la à sua família e convidados de casamento.
O poeta e clérigo John Donne’s Epithalamion foi apenas um entre dezenas de extravagantes poemas matrimoniais publicados para marcar a ocasião. Na Canção do Casamento de Lady Isabel e Conde Palatino, que se casaram no Dia de São Valentim, Donne descreve o casal feliz como dois fenix cujos seios unidos são um para o outro ninhos mútuos e cujo amor e coragem nunca deve declinar. Nos textos clássicos, a fênix viveu até uma grande idade e, finalmente, se queimou em cinzas em uma fogueira do altar da qual uma nova fênix surgiu.
As celebrações da noite sumptuosas incluíam uma máscara escrita por Thomas Campion e produzida por Inigo Jones (infelizmente, pelo menos um espectador achou-a longa e tediosa, louvável apenas pela sua extravagância).

## Descendência

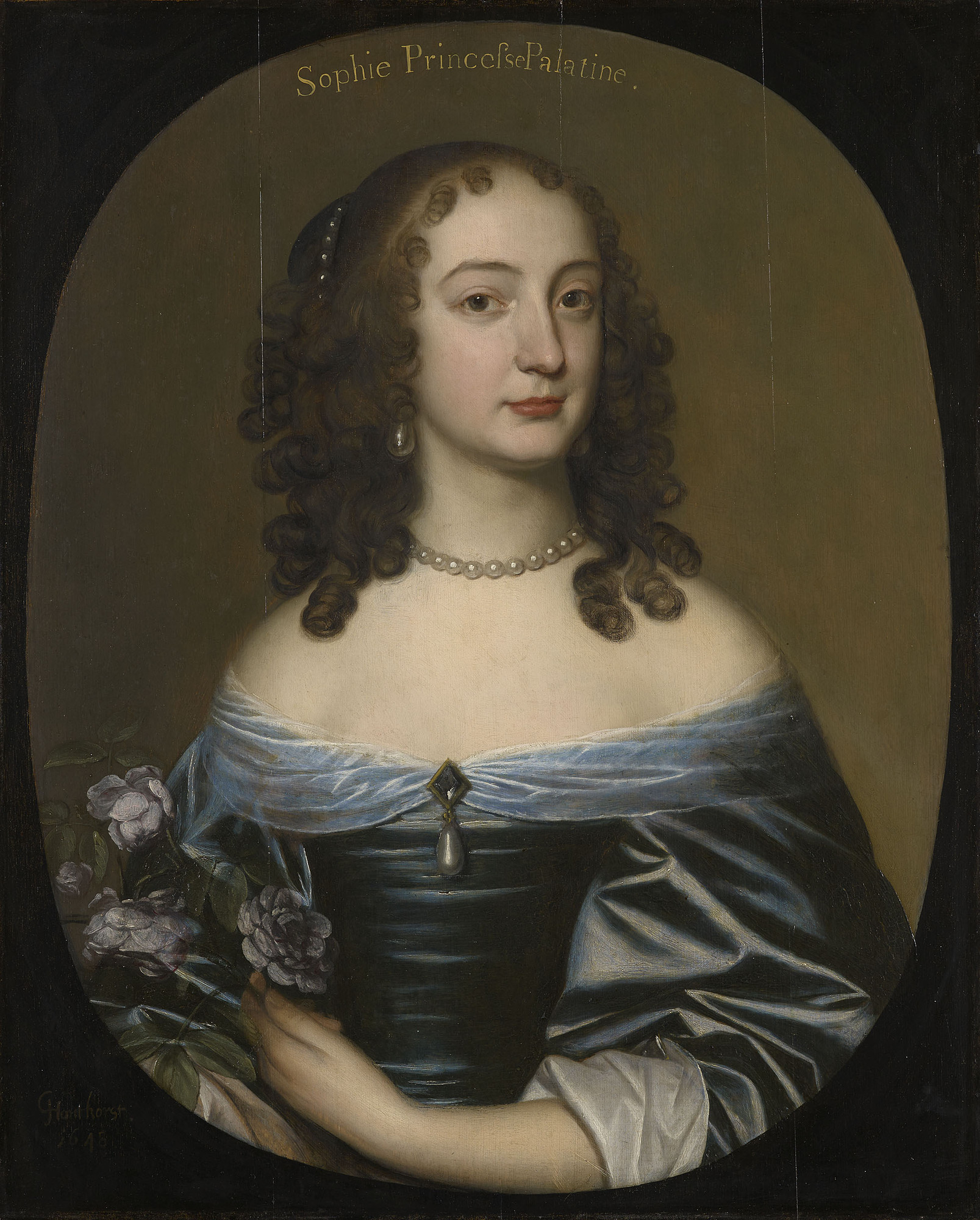
A filha de Isabel: Sofia de Hanôver, foi mãe do rei Jorge I de Inglaterra Além de ser amiga de diversos intelectuais da época como Gottfried Leibniz, e admiradora de René Descartes e Baruch Spinoza.

Isabel e Frederico tiveram 13 filhos: 
1. Henrique Frederico, Príncipe do Platinado (1614-1629); Morreu afogado;
2. Carlos I Luís (1617-1680); Casou-se com Carlota de Hesse-Cassel;
3. Isabel do Palatinado (1618-1680);
4. Ruperto, Conde do Palatinado (1619-1682); Teve dois filhos ilegítimos;
5. Maurício do Platinado (1621-1652);
6. Luísa Holandina do Palatinado (1622-1709);
7. Luís (1624 -1624);
8. Eduardo, conde Palatino de Simmern (1625–1663); casou com Ana Gonzaga, com descendência;
9. Henriqueta Maria do Palatinado (1626-1651); casou-se com Sigismund Rákóczi, irmão do Príncipe da Transilvânia, em 16 de junho de 1651;
10. João Felipe Frederico do Palatinado (1627-1650); também relatado ter nascido em 15 de setembro de 1629
11. Carlota do Palatinado (1628 -1631);
12. Sofia de Hanôver (1630-1714); casado com Ernesto Augusto, eleitor de Hanôver, com descendência, incluindo o rei Jorge I da Grã-Bretanha. Muitas outras famílias reais são descendentes de Sofia e, portanto, de Isabel. Sofia quase ascendeu ao trono britânico, mas morreu dois meses antes da rainha Ana;
13. Gustavo Adolfo do Palatinado (1632-1641).

## A "Rainha do Inverno"
Na época de seu casamento, Isabel e seu jovem noivo Frederico V estavam destinados a alcançar o poder e influência internacional. No entanto, em 1621, Isabel estava no exílio, destinada a ser lembrada como a Rainha de Inverno, um epitáfio depreciativo que reflete a curta duração de seu governo na Boêmia, com sua união com Frederico considerada um fracasso político.
Por quase dois meses, o jovem casal foi festejado em Londres antes de partir para sua nova casa em Heidelberg, no sudoeste da Alemanha. Juntamente com sua comitiva, eles se processaram para a costa sudeste via Greenwich, Rochester e Cantuária eventualmente navegando no Príncipe Real de Margate para Flushing na Holanda em 25 de abril de 1613.
Isabel e Frederico chegaram ao Palatinado e à sua capital em Heidelberg, situada nas margens do rio Neckar. Isabel manteve o padrão de entretenimento a que se acostumou durante a sua juventude e contratou Inigo Jones, que acompanhou Isabel e Frederico à sua nova residência no Baixo Palatinado, para desenhar um teatro interior.
Seis anos depois, no final de 1619, Frederico e Isabel foram coroados Rei e Rainha da Boêmia (hoje parte da República Tcheca) a convite da Confederação da Boêmia para impedir que um incumbente católico ascendesse ao trono. Apenas um ano depois de receber a coroa, o casal foi derrotado na Batalha da Montanha Branca, e expulso da sua corte em Praga e privado de todas as suas terras palatinas pelo Sacro Imperador Habsburgo Fernando II, eventos que levaram a um dos mais longos e mais destrutivos conflitos na história da humanidade: A Guerra dos Trinta Anos.

## Últimos anos
Durante as suas separações, enquanto Frederico estava em campanha, o casal escrevia uns aos outros três ou quatro vezes por semana, às vezes até duas vezes num dia. Frederico descreve Isabel como seu único coração, ele beija sua boca um milhão de vezes na imaginação.
Frederico morreu inesperadamente da peste em Mainz, enquanto em campanha militar perpétua em 1632. Enquanto ela viveu, os quartos de Isabel estavam cobertos de preto e, em memória de Frederico, os dias especiais eram separados para o jejum. Mais tarde, ela escreveu: Apesar de eu fazer um bom show em companhia, nunca mais poderei ter mais contentamento neste mundo, pois Deus sabe que eu não tinha nada além do que levei em sua companhia, e ele fez o mesmo na minha.
Isabel viveu na República Holandesa por mais 30 anos, em exílio voluntário, retornando à Inglaterra em 1661, um ano antes de sua morte e um ano após a restauração de seu sobrinho, Carlos II.

### Legado
Durante o período da Guerra dos Trinta Anos (1618-1648), Isabel foi uma das principais corretoras de poder para a causa protestante na Europa. Bela, espirituosa e linguista fluente, Isabel inspirou poetas, cortesãos e estadistas, enquanto a sua devoção ao marido e a sua lealdade ao seu povo resistiram. Ao longo de seus anos de exílio, em casa e no exterior, ela foi amada como a Rainha de Copas original.
Quarenta anos após a morte de Isabel, o Ato de Estabelecimento de 1701 nomeou a Eleitora Sofia de Hanôver (1630-1714), a filha mais nova de Isabel, como a herdeira protestante mais direta do trono inglês. Seu neto, o príncipe Jorge de Hanôver, sucederia ao trono em 1714 após a morte da rainha Ana, a última monarca Stuart.